# 就学事務
就学事務（しゅうがくじむ）は、就学義務を履行させるために地方公共団体（自治体）で行なわれる事務。学校事務とは別個のものである。
日本では、市町村（特別区を含む。以下同じ）の教育委員会が就学事務を管轄している。本記事では日本のことについて扱う。

## 役割
就学事務の主な仕事は、就学の始期（学齢の始期）に達した児童の就学手続きである。その他、転学（転校）、区域外就学（他区市町村立学校又は国私立学校への就学）等の際の手続きなど、さまざまなものがある。
義務教育制度を担う根幹として実施されている。義務教育諸学校（小学校、中学校、義務教育学校、中等教育学校、特別支援学校）への在学者は日本国民の1割弱にもなるため、膨大なデータを処理する必要があるが、近年は学齢簿のコンピュータ化が進んでいる。日本では住民登録制度が発達しているため、就学の対象者を網羅することができる。このため日本人就学率（出席率ではない）は1948年の時点ですでに99％以上に達しており、「全員就学」に極めて近くなっている。ただし、住民票の無い児童生徒（無戸籍等の理由により居所に住民登録を設定していない児童生徒等）に対しては、あまり統制が及ばない面もある。

### 大まかな流れ
大多数の日本に居住する日本人が経験する流れは以下のとおり。
1. 教育委員会による学齢簿の編製
学齢に達する前年の10月1日の住民基本台帳をベースとする。（学校教育法施行令第2条）
2. 就学時健康診断
学齢簿作成後から11月30日まで。（学校保健安全法施行令第1条第1項）
3. 入学期日の通知と学校の指定
学年の始まりから2ヶ月前までに行なう。（学校教育法施行令第5条第1項）
4. 入学
書類上は4月1日。[1]入学先は小学校・義務教育学校・特別支援学校の小学部である。
5. 進学
小学校等卒業以降も学齢期が続く場合、中学校・特別支援学校中学部・中等教育学校へ進学する。
6. 学齢期の終了
満15歳の生徒において3月31日。[1]（4月1日生まれの生徒は、前日3月31日の終了時に年を一つとる。[2]）通常は、これと同時に中学校等を卒業する。

### 間接的効果
間接的に、学齢児の欠席を発見して、虐待の予防や早期発見の助けになることも多い。これらの福祉の面においても役割は地味ながら大きい。

## 自動的な就学制度
日本で就学年齢に達した日本国籍の児童は半自動的に義務教育の学校に就学することになるため、就学事務のインフラストラクチャーとしての重要さは大きい。このため、学齢期の子女を持つ保護者は、自主的に入学手続きや退学手続き、進学手続きなどをすることなく、一定期間の就学をすることが一般的になっている。このため、私立学校などがなく公立学校選択制もない地域では、保護者はほとんど学校の入学について判断を迫られることはない。
こういった運用になっているため、国立や私立の小中学校に入学する場合は、学齢期の場合には公立学校への就学をしないという手続きが改めて必要になる。また、学校教育の普遍化をもたらし、ホームスクーリングなどが盛んにならなかったという結果も生んだ。

## 対象になる人
義務教育制度を担うものであるため、義務教育の対象者が主な対象である。対象者は日本在住で日本国籍を持つ学齢期の児童生徒（4月1日時点から3月31日までの間に7歳から15歳に達する子。4月1日生まれの子は、前日3月31日の終了時に年を一つとる。）である。
また、日本国籍のない学齢期の児童生徒についても、国際人権規約第13条の規定に基づき、希望する保護者が教育委員会に申請（又は児童生徒が国私立学校の試験に合格）することにより義務教育諸学校への就学が可能になる。学齢期を経過している者についても、義務教育未修了等の事情がある場合は、中学校夜間学級等の入学が許可されうる。
なお、就学義務の対象者は「日本国民である保護者」となっているため、保護者と子の国籍が一致しない場合の取り扱いが問題となるが、子のみ日本国籍を持っている場合は子が学齢簿に掲載されることになり、実務上は子が義務教育の対象者として扱われる。

### データベース
就学事務は多くの場合、実務的には住民基本台帳を基に作成された学齢簿によって処理するため、本来なら義務教育の対象者である学齢期の日本人であっても、住民登録がなかったり、実際の居所が住民登録地とかけ離れた場所にあったりする場合は、制度の想定外となってしまうが、親が債権者や暴力を振るう元家族から隠れている場合、出生届を出されていない子どもの場合など例外的に住民登録がない場合でも学齢簿に掲載し就学させることは可能である。

## 就学すべき学校の指定
義務教育の対象者が就学するにあたって、市町村内に2校以上小学校・中学校・義務教育学校が設置される場合、教育委員会は就学すべき学校を指定する。（学校教育法施行令第5条第2項）教育委員会は保護者宛てに「就学通知書」（教育委員会により「入学通知書」等名称は異なる。）を送付することにより指定校を通知する。この指定が定期的に行なわれる時期は学齢到達前と小学校又は特別支援学校小学部の卒業時若しくは義務教育学校前期課程の修了時である。
指定校になりえるのは市町村が設置する小学校、中学校（高等学校併設型中学校を除く）、義務教育学校のみである。入学者選考のある中学校や中等教育学校は指定校にはならない。

### 学齢到達前（小学校等入学前）
日本における義務教育の対象者は、日本国籍があり日本に居住している学齢期の児童であるため、市町村教育委員会は10月1日時点の住民基本台帳に基づき、翌年に学齢に達する児童により10月31日まで学齢簿を編製する。（学校教育法施行令第2条）これに基づき、保護者に対して就学時健康診断通知書を発行し、11月30日までに就学時健康診断が行なわれる。
就学時健康診断後、1月31日までに「入学すべき学校（指定校）」を保護者に通知する。（学校教育法施行令第5項第1条）健康診断の結果、特に問題がなければ公立小学校等が指定校になる。このとき、多くの自治体では学区に基づき小学校等を指定しているため、変更等の手続きをとらなければ指定校に就学することになる。
就学時健康診断や就学相談の結果、本人や保護者の意向を最大限考慮した上で検討した結果、特別支援学級に入級が決定する場合もある。また、認定特別支援学校就学者（都道府県に設置する特別支援学校に就学することが適当な者）については、市町村教育委員会は都道府県の特別委員会に通知しなければならない。（学校教育法施行令第11条）対象児童は、都道府県立の特別支援学校に入学することになる。また、重度の障害等で特別支援教育も耐えられないと判断される場合は、保護者からの願い出により就学猶予又は就学免除になる場合もある。

### 小学校等の卒業等時(中学校等入学前)
義務教育の対象者が、小学校・特別支援学校小学部を卒業又は義務教育学校前期課程を修了する前には、教育委員会は学齢簿に基づき指定の中学校等への進学のための就学の通知書を発行する。このとき、多くの自治体では学区に基づき中学校等を指定しているため、別途手続きをとらなければ指定校に就学することになる。
中学校等についても、認定特別支援学校就学者については、市町村教育委員会は都道府県の特別委員会に通知しなければならない。対象生徒は特別支援学校に入学することになる。

### 学齢簿に変更があった時など
義務教育の対象者が、転居により学区が変更になった場合、私立学校などを退学する場合、就学猶予を解除する場合などには学齢簿の内容が変更になる。また、学齢の日本在住者が日本国籍を取得した場合や学齢期の日本国籍者が日本に住民登録した場合は新たに学齢簿に追加される。これらの場合には、その都度就学指定校を定めることになる。原則的には、年齢に応じて小学校、中学校、又は義務教育学校が就学指定校となる。

## 学年の決定
基本的には学齢到達時は小学校等の第1学年に就学することになり、小学校等卒業時にも通常は中学校等の第1学年に就学することになる。
多くの教育委員会（国私立等の場合は学校）では、「年齢相当学年」という概念に基づいて入学する学年を決定するが、絶対的なものではなく、いわゆる飛び級は認められないが、日本語能力が不十分な児童生徒が学年途中で編入した場合、学籍上は年齢相当学年にして、実際には下の学年で授業を受ける取り扱いや、学籍上も正式に下学年に編入することも認められている。

## 指定校以外への就学
いわゆる越境入学又は国私立等学校への入学のために指定校以外に就学する方法として、就学学校の変更、区域外就学、学校選択がある。

### 就学学校の変更
居住する区市町村内の指定校以外の区市町村立学校（併設型中学校を除く）に通学させたい場合、保護者は教育委員会に申立てをすることができる。教育委員会は申立てが相当と認める場合、指定校を変更する。（学校教育法施行令第8条）教育委員会によっては「指定校変更」とも呼んでいる。具体的にどのような場合に就学学校の変更が認められるかは、自治体によって異なるが、基準は教育委員会において予め定められており、公表されている。（学校教育法施行規則第33条）。

### 区域外就学
居住する市町村立以外の学校（国立・私立・都道府県立・株式会社立・他市町村立の学校）に就学させたい場合は、保護者は公立の学校の場合教育委員会の、国私立の場合は校長等の承諾する書面を居住地の教育委員会に届出をする必要がある。（学校教育法施行令第9条）届出の書類は「区域外就学届」「国・都・私立学校等就学届」等教育委員会によって異なる。なお、市町村教育委員会は承諾を与える前に、あらかじめ居住地の教育委員会に承諾を得る必要がある。区域外就学により他区市町村の学校に児童生徒が就学しても、住所地の市町村が経費を払うことはない。
転出入で住所地の自治体が変わる場合、義務教育の対象者であればその都度区域外就学の手続きが必要となる。
なお、インターナショナル・スクールや語学学校等の各種学校へ入学する場合には、この手続きは不要である。

### 学校選択
2003年に学校教育法施行規則が改正され、規則第32条で市町村の教育委員会は、就学予定者の就学すべき小学校・中学校・義務教育学校を指定する場合には、あらかじめ、その保護者の意見を聴取できるものとされた。この規定に基づき特に理由なく学区外の学校に進学できる公立学校選択制が多くの自治体で導入されたが、通学の安全性の確保やコミュニティ・スクール推進の観点から見直しを検討し、廃止した自治体も増えている。

## 入学（新入学）
通常、学校の第1学年の初めから入学することを単に入学と呼ぶが、新入学と呼んで転入学や編入学と区別することもある。日本国籍を有し、日本に住民登録のある来年度小学校等・中学校等に入学予定の児童生徒については、教育委員会が指定校を記載した通知書を保護者宛てに送付し、保護者は通知書を学校に持参してそのまま入学することとなる。別の学区の学校への進学を希望する場合、教育委員会に就学学校変更の申立てを行う。選考試験に合格し国私立等に進学する場合は、教育委員会に区域外就学の届出を行う。

### 日本国籍のない児童生徒の場合
義務教育制度の対象外であるが、公立の学校に就学したい場合、教育委員会に申請を行えば就学可能である。国私立等学校には、選考に合格し許可を得て入学することとなる。

### 学齢を経過した者の場合
義務教育制度の対象外であるため、通常は就学事務の対象とならないが、義務教育未修了者の学齢経過者についても中学校等への在籍を禁止するものではない。義務教育未修了者対策として、中学校に夜間学級や通信教育課程を設置している自治体もある。なお義務教育修了者は原則として再度義務教育諸学校に入学できないが、ほとんど通学できずに卒業した者についても夜間中学校へ入学させ学び直しを認めるよう、文部科学省は通知を発出している。
小学校未修了者についても、特別な事情がある場合は状況に応じて中学校等へ入学を許可するよう、2016年に文部科学省は通知を発出している。

## 転学（転入学・転退学）
いわゆる転校のことであり、義務教育の小中学生の転校に当たっては、主に住民登録の移動を基にした処理が行なわれる。ただし住民登録の移動のみで完了せず、主に以下の書類が必要となる。
- 就学通知書（就学許可証、入学通知書等自治体によって名称は異なる。公立の場合は教育委員会から発行される。）
- 在学証明書（前籍校から原則最終登校日に発行される。）
- 教科用図書給与証明書（前籍校から原則最終登校日に発行される。）
- 日本スポーツ振興センター加入証明書（在学証明書に加入の旨が記載されている場合もある。）

### 住所移転を伴うもの
典型的な例が学区・市町村を跨ぐ引越しである。

### 住所移転を伴わないもの
国私立校への中途入学で区域外就学を行う場合や、中途退学で区域外就学を終了する場合に加え、公立校同士でいじめなどからの回避のため就学学校の変更による転校などの場合等がある。

### 異種学校への転学
小学校・中学校・義務教育学校と特別支援学校間の転学が行われる場合もある。入学後院内学級や健康学園に就学する場合や、児童自立支援施設に入所し施設併設の学校に通学する場合も、通常は所属校が変わるため転校（転学）の扱いとなる。

## 編入学
海外の現地校や在外教育施設等に就学していた場合や、就学猶予・就学免除を受けていた児童生徒がその事由が解消して小中学校等に就学する場合など、学校教育法で定められた一条校に通学していなかった児童生徒を途中の学年に入学させる場合である。通常は機械的にその年齢の相当する学年に編入させる。

## 進学と学校間連携
小学校等から中学校等、中学校等から高等学校等の進学に当たっては、指導要録の抄本又は写しが前籍校から進学先に送付される。（学校教育法施行規則第24条第2項）小学校等入学時にも幼稚園・保育園・認定こども園から各要録の写しが送付される。（学校教育法施行規則第24条第2項・保育所保育方針第2章の4の(2)のウ・就学前の子どもに関する教育、保育等の総合的な提供の推進に関する法律施行規則第30条第2項）
指導要録の原本については、指導の記録に関するものは5年間、学籍の記録に関するものは20年間これを保存しなければならない。(学校教育法施行規則第28条第2項)

## 退学

### 外国移動
外国へ移転する場合、目安として1年を超える場合は転出届が提出され住民票が消除されるため、日本の義務教育諸学校に通学しなくなることから退学となる。1年未満の場合、住民票や学齢簿は変更せず、一般的には指導要録上は欠席の取り扱いをされる。

### 懲戒退学・自主退学
公立義務教育諸学校では、学齢児童生徒は懲戒退学はできない。（学校教育法施行規則第26条第3項）また公立義務教育諸学校では、学齢期における日本国籍の児童生徒は自主退学は出来ない。（外国籍の児童生徒は就学事務が無いため、自主退学は可能である。また区域外就学により国私立等の義務教育諸学校に在学していた児童生徒が懲戒退学・自主退学により公立学校に就学することはありうる。）

### 学齢経過に係る退学・除籍
原級留置が行われた場合や、元から学齢よりも下の学年に入学した場合等で学齢を超過して中学校に在学することになった場合は、義務教育の対象者ではなくなり、退学・除籍は可能になるが、本人・保護者が希望する場合は社会通念上在学を継続して卒業させることが望ましいとされている。

## 就学督促
正当な理由なく児童生徒の長期欠席が起きている場合は、教育委員会による就学督促が行なわれる場合がある。(学校教育法施行令第21条)

## 学校側の就学事務
就学事務は自治体の事務であるが、各学校も就学事務の役割を担っている。義務教育諸学校では出席簿を付けるなどして、就学の状況を明らかにしておく必要がある。（学校教育法施行規則第20条）また長期欠席などがあった場合にはそのことを教育委員会に報告する。(学校教育法施行令第20条)
また、全課程を修了者の氏名を教育委員会に報告しなければならない。(学校教育法施行令第22条)区域外就学をしていた児童生徒については、全課程修了前に退学した場合も報告する（直ちに指定校への就学手続きを取るため。）(学校教育法施行令第10条・第18条)
指導要録の作成も就学事務の一環である。（学校教育法施行規則第24条）進級、原級留置、出席停止、卒業についても広義の就学事務である。

## 居所不明児童生徒の対応
住民票があり、学齢簿に掲載して指定校を通知したものの、入学式に出席しない児童生徒については、居所不明扱いとなり、教育委員会が学校や関係機関と連携して実態把握に努めることになる。

## 問題点

### 非日本国籍児童の就学問題
日本国籍のない児童は義務教育制度の対象外のため、家庭が積極的に小中学校に入学させなければ不就学になる例もあり、外国人が多い自治体では近年問題視されている。文部科学省は、各教育委員会に外国人の子供の就学の促進・就学状況の把握に務めるよう通知を発出している。

### 学齢超過者の就学問題
公立の小中学校のほとんどが学齢期の児童生徒の受け入れに特化している。義務教育未修了者の対応として、中学校夜間学級が設置されている。

### インターナショナル・スクール
義務教育の対象者を一条校として認められていないインターナショナル・スクールに就学させている場合、就学義務を履行していることにはならないため、そのままでは公立中学校に制度上は入学できなくなる。

## 歴史
基本的には義務教育制度の発足から存在する。
学制頒布の時期は、就学率の上昇を目指して、半ば強引な方法で就学させる例も多かった。
1999年にできた地方分権の推進を図るための関係法律の整備等に関する法律（地方分権一括法）により、就学事務は国の事務である機関委任事務から、地方の事務である自治事務に変わった。

## 経済的な支援
経済的理由により就学に差支えがある場合など、就学援助が行なわれる場合がある。生活保護受給者については、要保護世帯に認定され、福祉事務所から支給される教育扶助費を除き必要な費用が支給される。近年、一部地区では就学援助率が高率になっており、問題視されている。